# Saturn Awards 1981
La 8ª edizione dei Saturn Awards si è svolta nel luglio 1981, per premiare le migliori produzioni cinematografiche del 1980.

## Candidati e vincitori
I vincitori sono indicati in grassetto.

### Film

#### Miglior film di fantascienza
- L'Impero colpisce ancora (Star Wars V - The Empire Strikes Back), regia di Irvin Kershner[1]
- Stati di allucinazione (Altered States), regia di Ken Russell
- I magnifici sette nello spazio (Battle Beyond the Stars), regia di Jimmy T. Murakami
- Countdown dimensione zero (The Final Countdown), regia di Don Taylor
- Flash Gordon, regia di Mike Hodges

#### Miglior film horror
- L'ululato (The Howling), regia di Joe Dante[2]
- Vestito per uccidere (Dressed to Kill), regia di Brian De Palma
- Dissolvenza in nero (Fade to Black), regia di Vernon Zimmerman
- Fog (The Fog), regia di John Carpenter
- Shining (The Shining), regia di Stanley Kubrick

#### Miglior film fantasy
- Ovunque nel tempo (Somewhere in Time), regia di Jeannot Szwarc[3]
- Laguna blu (The Blue Lagoon), regia di Randal Kleiser
- La nona configurazione (The Ninth Configuration), regia di William Peter Blatty
- Oh, God! Book II, regia di Gilbert Cates
- Popeye - Braccio di Ferro (Popeye), regia di Robert Altman

#### Miglior attore
- Mark Hamill - L'Impero colpisce ancora (Star Wars V - The Empire Strikes Back)
- Dennis Christopher - Dissolvenza in nero (Fade to Black)
- Kirk Douglas - Countdown dimensione zero (The Final Countdown)
- Alan Arkin - Simon
- Christopher Reeve - Ovunque nel tempo (Somewhere in Time)

#### Miglior attrice
- Angie Dickinson - Vestito per uccidere (Dressed to Kill)
- Louanne - Oh, God! Book II
- Ellen Burstyn - Resurrection
- Jane Seymour - Ovunque nel tempo (Somewhere in Time)
- Jamie Lee Curtis - Terror Train

#### Miglior attore non protagonista
- Scatman Crothers - Shining (The Shining)
- Melvyn Douglas - Changeling (The Changeling)
- Martin Gabel - Delitti inutili (The First Deadly Sin)
- Max von Sydow - Flash Gordon
- Billy Dee Williams - L'Impero colpisce ancora (Star Wars: Episode V - The Empire Strikes Back)

#### Miglior attrice non protagonista
- Eve Brent - Dissolvenza in nero (Fade to Black)
- Stephanie Zimbalist - Alla trentanovesima eclisse (The Awakening)
- Linda Kerridge - Dissolvenza in nero (Fade to Black)
- Nancy Parsons - Motel Hell
- Eva Le Gallienne - Resurrection

#### Miglior regia
- Irvin Kershner - L'Impero colpisce ancora (Star Wars: Episode V - The Empire Strikes Back)[4]
- Ken Russel - Stati di allucinazione (Altered States)
- Brian De Palma - Vestito per uccidere (Dressed to Kill)
- Vernon Zimmerman - Dissolvenza in nero (Fade to Black)
- Stanley Kubrick - Shining (The Shining)

#### Miglior sceneggiatura
- William Peter Blatty - La nona configurazione (The Ninth Configuration)
- Paddy Chayefsky - Stati di allucinazione (Altered States)
- Lewis John Carlino - Resurrection
- John Sayles - Alligator
- Leigh Brackett, Lawrence Kasdan - L'Impero colpisce ancora (Star Wars: Episode V - The Empire Strikes Back)

#### Migliori effetti speciali
- Brian Johnson e Richard Edlund - L'Impero colpisce ancora (Star Wars: Episode V - The Empire Strikes Back)
- Chuck Comisky - I magnifici sette nello spazio (Battle Beyond the Stars)
- Richard Albain, Tommy Lee Wallace e James F. Liles - Fog (The Fog)
- Dave Allen e Peter Kuran - L'ululato (The Howling)
- Gary Zeller - Scanners

#### Miglior colonna sonora
- John Barry - Ovunque nel tempo (Somewhere in Time)
- Pino Donaggio - Vestito per uccidere (Dressed to Kill)
- Béla Bartók - Shining (The Shining)
- John Williams - L'Impero colpisce ancora (Star Wars: Episode V - The Empire Strikes Back)
- Maurice Jarre - Resurrection

#### Migliori costumi
- Jean-Pierre Dorléac - Ovunque nel tempo (Somewhere in Time)
- Doris Lynn - Dissolvenza in nero (Fade to Black)
- John Mollo - L'Impero colpisce ancora (Star Wars: Episode V - The Empire Strikes Back)
- Danilo Donati - Flash Gordon
- Durinda Wood - I magnifici sette nello spazio (Battle Beyond the Stars)

#### Miglior trucco
- Dick Smith - Stati di allucinazione (Altered States)
- Dick Smith - Scanners
- Sue Dolph, Steve Neill, Rick Stratton e Mike La Valley - I magnifici sette nello spazio (Battle Beyond the Stars)
- Rob Bottin e Rick Baker - L'ululato (The Howling)
- Colin Booker - Dissolvenza in nero (Fade to Black)
- Giannetto De Rossi - Zombi 2

#### Miglior film internazionale
- Scanners, regia di David Cronenberg ( Canada)
- Terror Train, regia di Roger Spottiswoode ( Stati Uniti/ Canada)
- Harlequin, regia di Simon Wincer ( Australia)
- Lupin III - Il castello di Cagliostro (Lupin the Third: The Castle of Cagliostro), regia di Hayao Miyazaki ( Giappone)
- Changeling (The Changeling), regia di Peter Medak ( Stati Uniti/ Canada)

#### Miglior film con un budget sotto 1.000.000 di dollari
- Scared to Death, regia di William Malone
- Forbidden Zone, regia di Richard Elfman
- Human Experiments, regia di Gregory Goodell
- Maniac, regia di William Lustig
- L'angelo della vendetta (Ms. 45), regia di Abel Ferrara

## Premi speciali
- Outstanding Film Award: Harlequin, regia di Simon Wincer
- Life Career Award: John Agar
- Executive Achievement Award: Charles Couch
- Service Award: Natalie Harris
- Golden Scroll of Merit (Outstanding Achievement): Sybil Danning - I magnifici sette nello spazio (Battle Beyond the Stars)
- Best New Star Award: Sam J. Jones